# Ciceri e tria
Ciceri e tria, anche chiamata Massa di San Giuseppe, Lajana e ciciri o Massaciciri,  è una pietanza salentina a base di pasta e ceci. 
Riconosciuta dal Ministero delle politiche agricole alimentari e forestali come prodotto agroalimentare tradizionale pugliese è riportata nell'elenco della ventesima revisione del 2020.

## Origini
Piatto molto antico: lo stesso Orazio nelle Satire (I, IV, v. 115) esprime la propria contentezza nel rientrare a casa in vista di gustare le lagane e ceci che tanto amava. 
Per lagane si intendevano, all’epoca, strisce di pasta fritta o arrostita, dal greco laganum (graticola o tripode) forse riferito all’attrezzo utilizzato per arrostire. 

Il termine tria o tri deriva dall’arabo Itriyah o Alatriya o Itriyya e più anticamente dal greco Itriom
: nel "De alimentorum facultatibus" del Galeno si documenta Itrium tradotto in latino con Itria che indica genericamente gli impasti a base di farina e acqua come la prima pasta che fu creata in Sicilia in provincia di Palermo proprio dagli Arabi, pasta filiforme che fu poi esportata in tutto il mediterraneo.

## Caratteristiche
Piatto esempio di gastronomia archeologica è considerato il simbolo della cucina salentina, consiste nel saltare in una larga padella la tria lessa, la tria fritta (frizzuli) e i ceci precedentemente cotti. 

La tria è una sorta di tagliatella, più spessa e a volte irregolare, fatta con farina di grano duro integrale, spesso con aggiunta di orzo o farro, e acqua. 

È il piatto tradizionale del 19 marzo, giorno di San Giuseppe, da cui il detto salentino: «San Giuseppe nu nci passa senza ciceri cu la massa».

## Preparazione
La pasta viene impastata a mano con farina di grano duro e acqua fino ad ottenere un impasto elastico da stendere con il mattarello; i ceci, dopo essere stati a bagno almeno 10 ore, vengono cotti circa due ore a fuoco basso con aggiunta di odori a piacere, sedano, carota, cipolla; una parte della tria viene fritta in olio d’oliva (frizzuli).
Una volta sfumati olio e aglio, si aggiungono prima i ceci schiacciandone alcuni con una forchetta affinché si formi una crema, poi si aggiungono la rimanente tria (già lessata in abbondante acqua salata) e i frizzuli. Il piatto viene servito subito con un'abbondante spolverata di pepe nero.

## Tradizioni e Sagre
- La massa e ciceri è presente nelle Tavole di San Giuseppe;
- Sagra te li ciceri e tria di Ugento (agosto);
- Sagra dei ciceri e tria e del Negroamaro di Salice Salentino (luglio).